# Behierita
La behierita és un mineral de la classe dels borats. Rep el seu nom de Jean Béhier (1903-1965), mineralogista francès del Servei Geològic de Madagascar, qui va trobar el mineral l'any 1959.

## Característiques
La behierita és un borat de fórmula química Ta(BO₄). Cristal·litza en el sistema tetragonal. La seva duresa a l'escala de Mohs oscil·la entre 7 i 7,5. És l'anàleg de tàntal de la schiavinatoïta. És el segon mineral amb tàntal essencial i bor després de l'holtita. L'exemplar que va servir per a determinar l'espècie, el que es coneix com a material tipus, es troba conservat al Museu Nacional d'Història Natural dels Estats Units.
Segons la classificació de Nickel-Strunz, la behierita pertany a «06.AC - Monoborats, B(O,OH)₄, amb i sense anions addicionals; 1(T), 1(T)+OH, etc.» juntament amb els següents minerals: sinhalita, pseudosinhalita, schiavinatoïta, frolovita, hexahidroborita, henmilita, bandylita, teepleïta, moydita-(Y), carboborita, sulfoborita, lüneburgita, seamanita i cahnita.

## Formació i jaciments
Va ser descoberta a Manjaka, al camp de pegmatites de Sahatany de la vall homònima, a la regió de Vakinankaratra (Província d'Antananarivo, Madagascar), on sol trobar-se associada a altres minerals com: turmalina, quars, pol·lucita, fluorapatita amb manganès, lepidolita i albita. També ha estat descrita a altres indrets de l'illa africana, i a les pegmatites de Pine River, al comtat de Florence, a Wisconsin (Estats Units).